# УТ-2

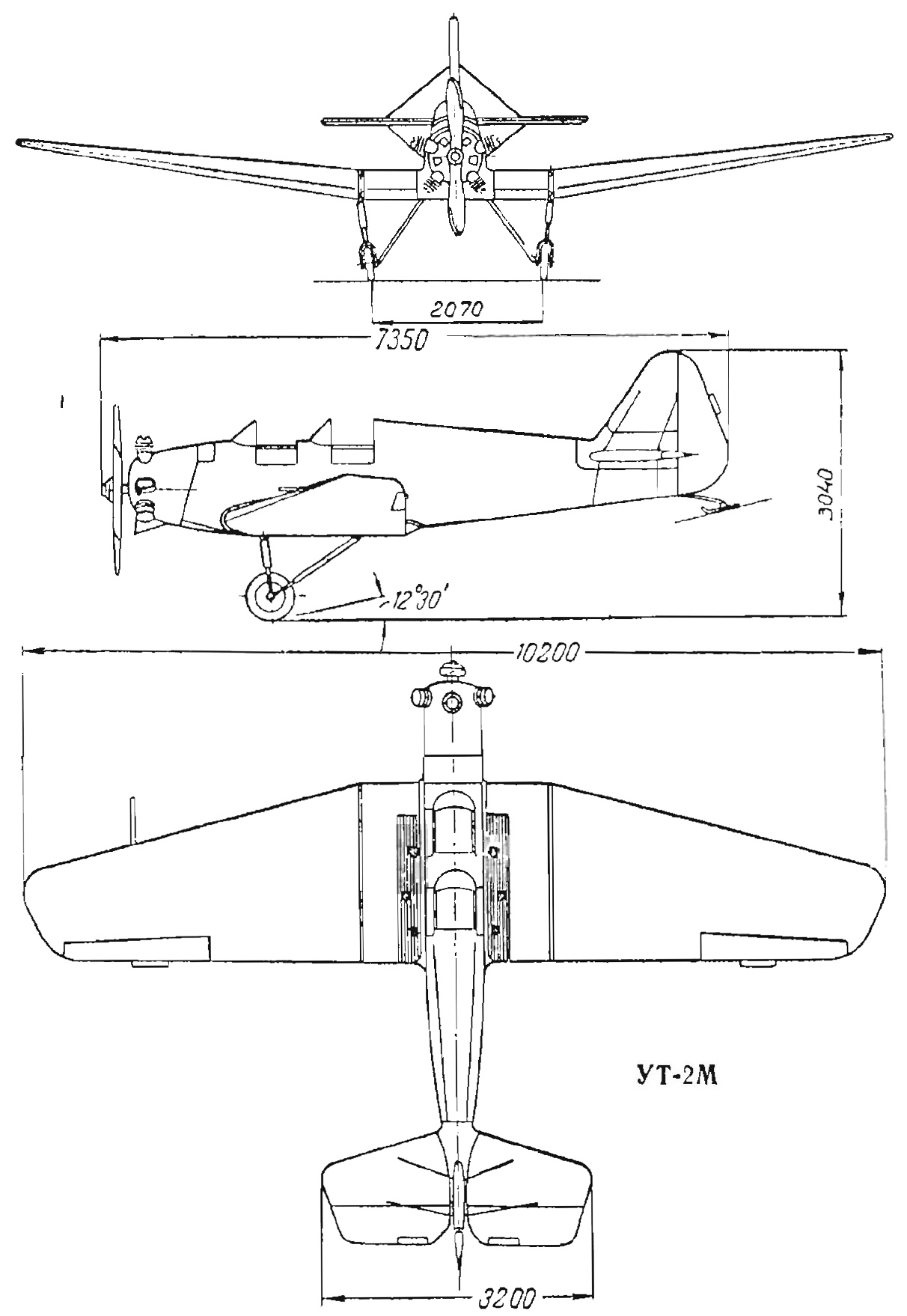
УТ-2М

УТ-2 — советский учебно-тренировочный самолёт предвоенного и военного периодов.
УТ-2 с мотором М-11 по схеме является одномоторным двухместным монопланом, с тянущим винтом, низко расположенным свободнонесущим крылом, открытыми кабинами инструктора и ученика, расположенными тандемом, и неубирающимся в полёте шасси. Зимой шасси менялось на лыжное (деревянные лыжи).
Конструктор — А. С. Яковлев. Прототипом УТ-2 был АИР-10. Массово производился в 1938—1948 годах. Всего выпущено 7244 штуки.
Самолёт подробно показан в фильме «Мужество», поставленном на киностудии «Ленфильм» в 1939 году режиссёром Михаилом Калатозовым.
| Производитель                                    | 1938 | 1939 | 1940 | 1941 | 1942 | 1943 | 1944 | 1945 | 1946 | 1947 | 1948 | Всего |
| ------------------------------------------------ | ---- | ---- | ---- | ---- | ---- | ---- | ---- | ---- | ---- | ---- | ---- | ----- |
| № 23 (Ленинград)                                 | 35   | 254  | 383  | 5    |      |      |      |      |      |      |      | 677   |
| № 47 (Ленинград)                                 |      | 10   | 165  | 414  |      |      |      |      |      |      |      | 589   |
| № 47 (Чкалов)                                    |      |      |      | 136  | 427  |      |      |      |      |      |      | 563   |
| № 116 (Семеновка)                                |      |      |      | 99   | 539  | 702  | 746  | 845  | 413  | 289  | 185  | 3818  |
| № 168 (Волжск, с октября 1943 г. Ростов-на-Дону) |      |      |      |      | 12   | 207  | 309  | 407  | 170  | 37   |      | 1142  |
| № 301 (Химки)                                    | 110  | 276  |      |      |      |      |      |      |      |      |      | 386   |
| № 447 (Ереван)                                   |      |      |      |      |      |      |      | 27   | 42   |      |      | 69    |
| Всего                                            | 145  | 540  | 548  | 654  | 978  | 909  | 1055 | 1279 | 625  | 326  | 185  | 7244  |

Кроме того в 1942-1943 годах на авиасборочном заводе № 600 в Урумчи (Синцзян, Китай) было собрано из машинокомплектов ещё 80 УТ-2МВ.
Самолёт изображён на марке Почты СССР 1986 г.

## Тактико-технические характеристики

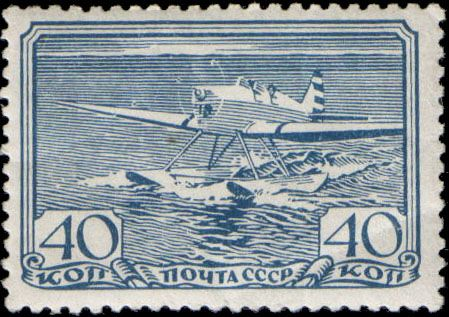
Почтовая марка, 1938 год. Серия «Авиационный спорт в СССР»:

Технические характеристики
- Экипаж: 2 человека
- Длина: 7 м
- Размах крыла: 10,20 м
- Высота: 3 м
- Площадь крыла: 17,12 м²
- Масса пустого: 616 кг
- Масса снаряжённого: 938 кг[1]
- Силовая установка: 1 ×  М-11
- Мощность двигателей: 1 × 110 л. с.

Лётные характеристики
- Максимальная скорость: 205 км/ч (у земли), 183 км/ч (на высоте 2500 м)
- Крейсерская скорость: 160 км/ч
- Практическая дальность: 230 км (на скорости 150 км/ч)
- Практический потолок: 3500 м